# 베스트 키드
《베스트 키드》(영어: The Karate Kid)는 미국에서 제작된 존 G. 애빌슨 감독의 1984년 무예 드라마 영화이다. 랠프 마치오, 팻 모리타, 윌리엄 재브카, 엘리자베스 슈 등이 출연하였고, 제리 와인트라우브 등이 제작에 참여하였다.
1984년 최고 흥행작 중 하나이며, 그해 할리우드 최대 슬리퍼 히트로 꼽힌다. 액션 장면, 각본, 주제 의식, 연기, 음악을 중심으로 평론가들에게서도 좋은 평을 받았다. 1984년 제6회 젊은 예술가상에서 엘리자베스 슈가 여우조연상을 수상하였으며, 1985년 팻 모리타가 제57회 아카데미상과 제42회 골든 글로브상 남우조연상 후보에 올랐다.
광범위한 인기에 힘입어 영화 속편은 물론 텔레비전 시리즈, 애니메이션 시리즈, 비디오 게임, 뮤지컬을 아우르는 다매체 프랜차이즈로 확대되었다. 1980년대 미국에서 공수도 인지도와 저변을 넓힌 일등공신으로 여겨진다.
랠프 마치오와 팻 모리타가 그대로 주연으로 등장하는 《베스트 키드 2》(1986)로 이어진다.
2010년 제이든 스미스와 청룽이 출연한 동명 리메이크 영화가 개봉하였다.

## 줄거리
1984년, 17살 대니얼은 어머니 루실과 뉴어크에서 로스앤젤레스 러시다(Reseda) 아파트로 이사한다. 해변 파티에서 부잣집 딸인 치어리더 앨리가 대니얼에게 관심을 보이자 전 남자친구이자 코브라 카이 공수도 도장 내 최고 실력자인 검은 띠 보유자 조니가 대니얼을 괴롭히기 시작한다.
대니얼은 핼러윈에 반격을 시도했다가 코브라 카이 수련생들에게 얻어맞고, 이 현장에 오키나와 출신 아파트 수리공 미야기 씨가 나타나 공수도 기술로 이들을 물리친다. 대니얼은 미야기 씨에게 공수도를 가르쳐달라고 조르지만 미야기 씨는 이를 거절하고, 대신 함께 코브라 카이 도장을 찾는다.
미야기 씨는 베트남전 육군 특전부대 출신인 사부 존 크리스에게 평화를 제의하지만 존은 이를 거절한다. 이에 미야기 씨는 대니얼과 코브라 카이 수련생들이 18세 이하 올밸리 공수도 승자전에서 정식으로 겨룰 것을 즉석에서 제안한다.
공수도를 통해 몸과 마음을 훈련하는 과정에서 미야기 씨와 가까워진 대니얼은 미야기 씨가 제2차 세계 대전 유럽 전장 442 보병연대에서 복무하며 명예훈장을 받는 동안 아내가 맨저나(Manzanar) 일본계 미국인 강제수용소에 갇혀 출산 중 아이와 함께 사망했다는 사실을 알게 된다. 한편 대니얼은 자격지심을 해소하고, 앨리와 솔직하고 성숙한 연애를 해나간다.
대회에서 대니얼이 준결승전까지 진출하자 존은 코브라 카이 두 번째 실력자 보비를 압박해 대니얼이 부상을 입은 무릎을 향해 금지된 공격을 하게 만든다. 지시를 따른 보비는 실격하고, 대니얼은 미야기 씨에게 호소하여 통증을 억누르는 요법을 써서 그대로 결승전에 진출한다.
존은 조니에게도 유사한 명령을 내린다. 대니얼은 만신창이가 되지만 예전에 눈여겨보았던 미야기 씨의 학 자세를 재현하여 조니 얼굴을 걷어차고 승점을 따내 새 선수권 보유자로 등극한다. 미야기 씨와 앨리는 물론 대니얼을 존중하게 된 조니도 함께 기뻐한다.

## 출연
- 랠프 마치오 - 대니얼 러루소 역
- 팻 모리타 - 미야기 씨 역
- 윌리엄 재브카 - 조니 로런스 역
- 엘리자베스 슈 - 앨리 밀스 역
- 마틴 코브 - 존 크리스 역
- 랜디 헬러 - 루실 러루소 역
- 채드 매퀸 - 더치, 코브라 카이 단원 역

## 제작

### 섭외
대니얼 러루소 역 물망에 올랐던 배우로는 숀 펜, 로버트 다우니 주니어, 찰리 신, 존 크라이어, 에밀리오 에스테베즈, 니컬러스 케이지, 앤서니 에드워즈, C. 토머스 하월, 톰 크루즈, 에릭 스톨츠, D. B. 스위니 등이 있다. 《아웃사이더》(1983) 연기를 바탕으로 랠프 마치오가 최종 낙점되었다.
당초 제작사에서 미야기 씨 역으로 고려한 배우는 미후네 도시로였으나 영어를 구사하지 못해 결국 제외되었다. 팻 모리타는 오디션 지원자 중 하나였으나 스탠드업 코미디언 이미지가 강했으며 시트콤 《해피 데이스》에 출연하고 있어 반려되었다. 그러나 후에 수염을 기르고 본인 삼촌 억양을 흉내낸 모습으로 최종 합격했다.
엘리자베스 슈는 1980년대 초 리아 톰프슨, 세라 미셸 겔러와 함께 찍은 버거킹 광고가 크게 유행한 덕에 앨리 밀스 역에 뽑혔다. 같은 배역을 놓고 경쟁한 다른 배우로는 헬렌 헌트와 더미 무어가 있다.

### 촬영
브루스 리가 주연한 미국-홍콩 합작 무예 영화 《용쟁호투》(1973)에 출연했으며 당수도 검은띠 보유자인 팻 E. 존슨이 무술 안무를 맡았다.
그 영향으로 코브라카이 도장은 일본계 가라테 도장이 아닌 한국계 가라테이자 태권도의 전신인 무덕관으로 설정됐다. 이에 관해선 후속 드라마 코브라카이에 자세히 설명돼있다

## 기타 제작진
- 협력 제작: 버드 S. 스미스
- 배역: 페니 듀폰트, 캐로 존스, 보니 티머먼
- 미술: 윌리엄 J. 캐시디
- 의상: 리처드 브루노, 아이다 스윈슨